# Maui
L'isola di Maui è la seconda, per superficie (1883 km²), delle isole hawaiiane. È la sede della contea di Maui, che comprende anche Molokai, Lanai, Kahoolawe e l'isolotto di Molokini. L'isola di Maui ha una popolazione di 168.307 abitanti (2020).
Geograficamente, l'isola consiste di due grandi vulcani, uno a ovest (le montagne di Maui occidentale, che arrivano fino al Pu'u Kukui) e l'Haleakalā a est, il più grande (e attivo molto più di recente). Fra i due grandi vulcani si trova un notevole e fertile istmo, con i paesi di Kahului (e l'aeroporto principale) e Wailuku a nord, e Maalaea e Kihei a sud. Altri paesi importanti sono Lahaina a ovest (un tempo capitale del regno delle Hawaii) e Hana a est. Altri paesi di interesse turistico sono Wailea, a sud di Kihei, Pa'ia, a nord-est di Kahului, e la valle di I'ao, a sud di Wailuku.
Maui ospita il "Maui Supercomputing Center" nei pressi di Kihei, mentre Haleakala ha telescopi per usi sia civili che militari. Inoltre, Haleakala ha un famoso e spettacolare cratere (alto 3000 m) raggiungibile in automobile.
 
Le attività principali dell'isola di Maui comprendono il turismo e l'agricoltura, soprattutto la canna da zucchero, ma anche gli ananas. Inoltre quest'isola è assai famosa per la pratica del windsurf e del surf da onda, sport molto praticati in alcune spiagge come Ho'okipa Beach o Sprecksville.
Nel 2012 il quotidiano britannico The Guardian ha incluso Maui nella lista dei cinque migliori posti al mondo in cui vivere, insieme al distretto di Cihangir di Istanbul, il distretto di Sankt Pauli ad Amburgo, la città di Santa Cruz de Tenerife in Spagna e Portland nello stato dell'Oregon (Stati Uniti).

## Toponomastica
La tradizione hawaiana pone l'origine del nome nella leggenda di Hawaiiloa, navigatore polinesiano accreditato della scoperta delle isole hawaiane. Secondo la leggenda, Hawaiiloa chiamò l'isola come suo figlio, che a sua volta prendeva il nome dal semidio Māui. L'antico nome dell'isola di Maui era Ihikapalaumaewa. L'isola di Maui viene anche chiamata Isola vallata per il grande istmo che collega il vulcano nord-occidentale con quello sud-occidentale e per le tante valli presenti tra i vulcani.

## Geologia e topografia
I diversi paesaggi di Maui sono il risultato di una combinazione unica di geologia, topografia e clima. Ogni cono vulcanico dell'arcipelago delle Hawaii è composto da rocce scure, ricche di ferro e povere di quarzo, che sono state riversate dalle migliaia di bocche vulcaniche sottomarine sotto forma di lava estremamente fluida. Molte delle bocche vulcaniche sono tanto vicine le une alle altre che i loro fianchi si sono sovrapposti. Maui è una specie di doppietta vulcanica, formata da due vulcani a scudo che si sono sovrapposti uno all'altro fino a formare un istmo tra di essi.
Il più antico dei due vulcani, quello occidentale, è stato considerabilmente eroso dagli agenti atmosferici e dalle frane e forma le West Maui Mountains (in Hawaiano, Mauna Kahalawai). Puokinau Kukui è la vetta più alta, situata a 1,764 metri. Il vulcano più grande e giovane si trova ad est, l'Haleakalā e supera i 3,000 metri sul livello del mare, la distanza dalla costa alla cima supera gli otto chilometri, rendendola una dei vulcani più grandi al mondo.

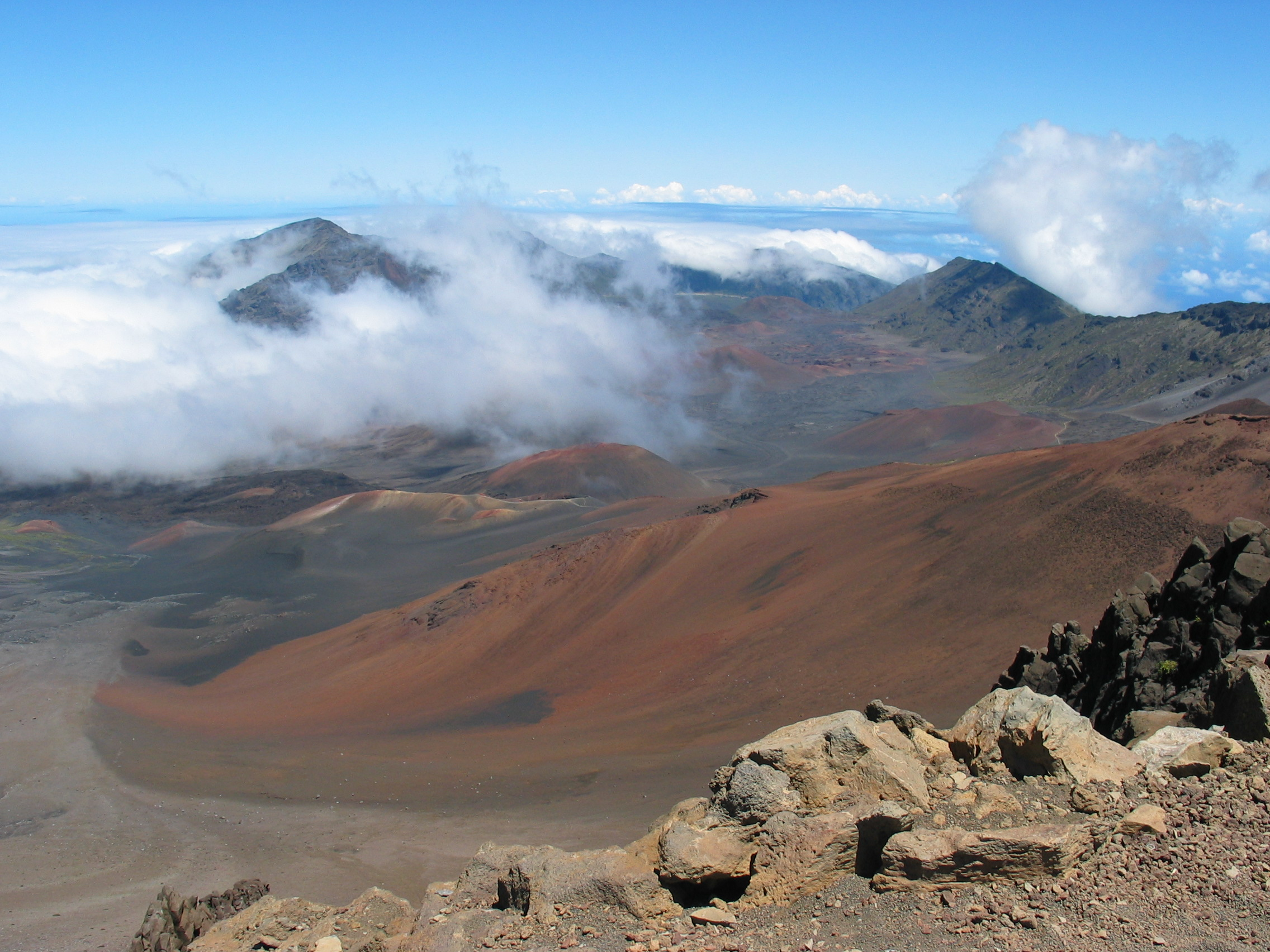
L'interno del cratere Haleakalā

I fianchi orientali di entrambi i vulcani sono tagliati da profonde valli e burroni scoscesi che arrivano fino alle rocciose coste spazzate dal vento. L'istmo di Maui, simile ad una vallata, separa i due vulcani e si è venuto a formare grazie ai depositi sabbiosi dovuti all'erosione.
L'ultimo evento eruttivo di Maui (originatosi nella spaccatura sud-occidentale del vulcano Haleakalā) avvenne attorno al 1790; due dei risultanti flussi di lava sono localizzati a capo Kīnaʻu tra la baia di ʻĀhihi e la baia La Perouse sulla costa sud-occidentale della parte orientale dell'isola e, il secondo, a Makaluapuna Point nella baia Honokahua sulla costa nord-occidentale della parte occidentale dell'isola. Nonostante venga considerato un vulcano dormiente dai vulcanologi, l'Haleakalā è certamente in grado di ulteriori eventi eruttivi.
Maui è parte di un sistema vulcanico più grande, il Maui Nui, sistema che include le isole di Lānaʻi, Kahoʻolawe, Molokaʻi, e il Penguin Bank, adesso sommerso. Durante i periodi di glaciazioni in cui il livello dell'oceano era più basso, le isole erano unite a causa del prosciugamento del canale tra di esse.

### Clima

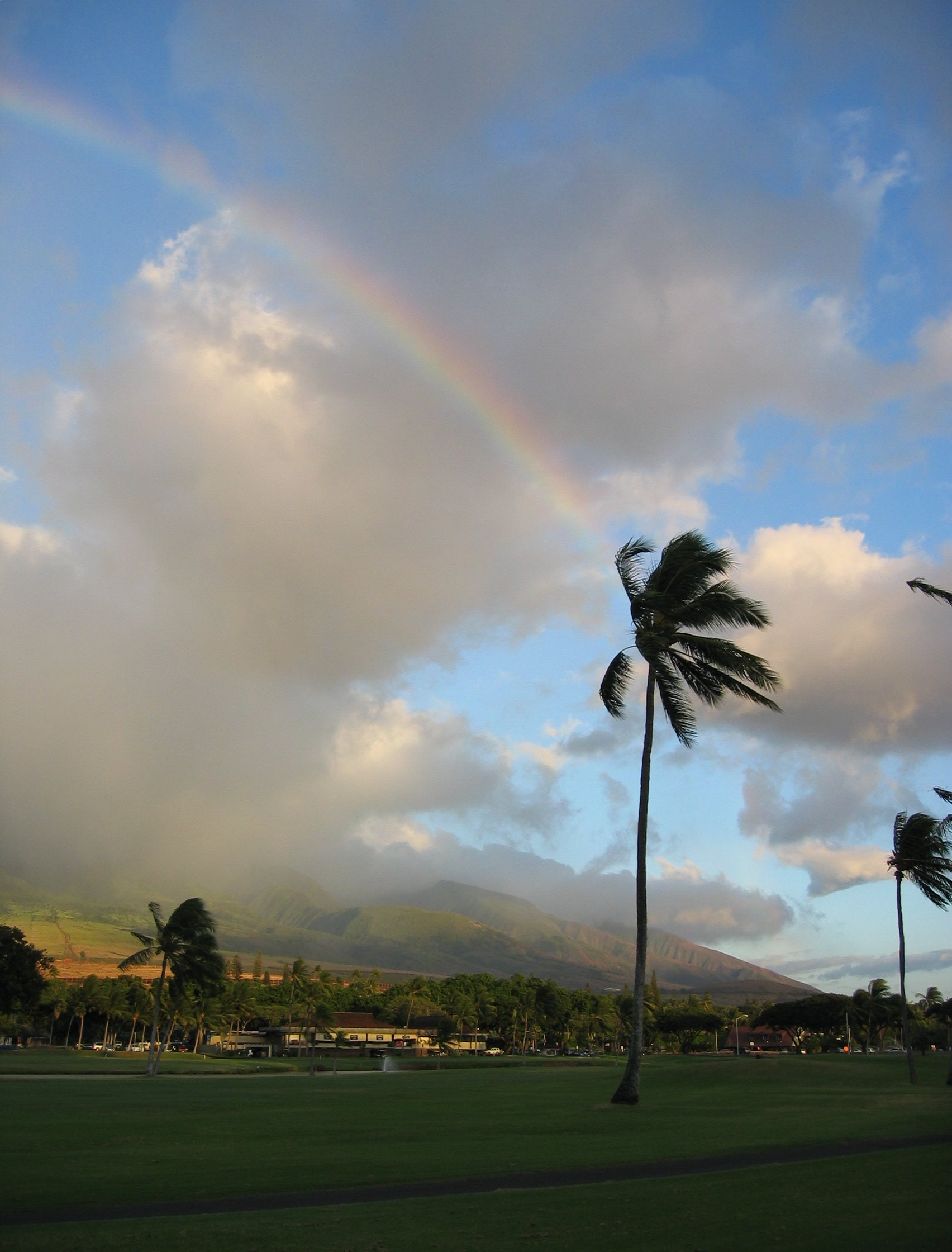
Arcobaleno sopra le West Maui Mountains dopo una pioggia a Kaanapali

Il clima delle isole Hawaii è caratterizzato dalla divisione dell'anno in due stagioni, da temperature medie ed uniformi ovunque (con l'eccezione delle alte quote), da marcate differenze geografiche nelle piogge, umidità relativamente alta, estese formazioni nuvolose (con l'eccezione delle coste più secche e delle alte quote) e forti folate di vento (specialmente a bassa quota). La stessa Maui ha una larga varietà di condizioni climatiche e modelli climatici che sono influenzati da molti diversi fattori dell'ambiente fisico:
- metà dell'isola di Maui è situata a meno di 8 km dalla costa. Questo, unito all'estrema insularità delle stesse isole hawaiiane provoca una forte influenza marina sul clima dell'isola.
- la maggior parte dei modelli climatici sono solitamente determinati dall'elevazione e dall'orientamento dei venti principali (i venti più forti provengono da nord-est).
- la topografia irta ed irregolare di Maui produce marcati cambiamenti delle condizioni climatiche. L'aria spazzata verso l'interno dai venti principali viene deviata da una parte e dall'altra dalle montagne e dalle vallate. Questo complesso flusso d'aria tridimensionale crea mutevoli ed improvvisi cambi di direzione e velocità del vento, delle nuvole e delle precipitazioni.

Maui mostra particolari condizioni climatiche, ognuna delle quali è legata ad una zona ben definita dell'isola. Queste micro regioni sono caratterizzate da tipologie topografiche peculiari (come montagne o vallate) e dalla direzione e forza del vento. Le micro-regioni sono:
- Sopravento a bassa quota – Sotto i 600 metri di altitudine sul lato Nord dell'isola. Venti forti e perpendicolari alla direzione dei venti principali. Moderate piogge indotte dai venti principali. La temperatura dell'aria è più uniforme rispetto alle altre zone.
- Sottovento a bassa quota – Le temperature durante il giorno sono lievemente più alte mentre quelle notturne sono lievemente più basse rispetto alle zone sopravento. Il clima è solitamente asciutto, con l'eccezione di saltuarie piogge che scavano le montagne.
- Entroterra a bassa quota – Condizioni intermedie, spesso mostrano le stesse caratteristiche della altre zone a bassa quota. Occasionalmente si manifestano intense piogge pomeridiane provenienti da ben definite nuvole formatesi a causa del riscaldamento diurno.
- Sottovento su montagne ad alta quota con forti piogge – Estese formazioni nuvolose coprono le zone, con precipitazioni tutto il giorno. Prevalenza di temperature miti; l'umidità è superiore rispetto alle altre regioni.
- Sottovento sulle montagne a bassa quota – Le precipitazioni sono superiori rispetto alle regioni adiacenti a bassa quota, ma inferiori rispetto alle equivalenti zone sopravento. Le temperature sono più basse rispetto alle zone più piovose; le formazioni nuvolose sono pari a quelle delle zone sopravento.
- Cima delle montagne – Oltre i 1.000 metri, sull'Haleakalā, la quantità di pioggia va diminuendo con il salire della quota. L'umidità è inferiore al 10%. Le temperature più basse dello Stato delle Hawaii si registrano proprio qui; è possibile riscontrare temperature dell'aria al di sotto dello zero.

#### Piogge
Le piogge sono molto comuni; anche se occasionalmente le precipitazioni possono essere molto intense, la maggior parte sono leggere e brevi, e si esauriscono con una leggera caduta d'acqua. Le piogge più forti possono essere accompagnate da tuoni e lampi. Nelle pianure, in estate, la forte presenza degli alisei produce una stagione secca.

Ai due estremi abbiamo la quantità di pioggia annuale media delle zone sottovento, che varia dai 430 ai 510 mm, come per esempio nella zona dalla baia Maalaea a Kaupo, e nelle vicinanze della cima dell'Haleakalā. All'altro estremo si situa la quantità media di pioggia nelle zone sopravento dell'Haleakalā che supera i 7.600 mm annui, in particolare lungo l'Hāna Highway.

Se l'isola non esistesse, nello stesso punto si avrebbe una piovosità media di circa 640 mm annui, contro i 1.800 mm attualmente riscontrabili. Quindi, l'isola estrae dall'aria che l'attraversa oltre 1.100 mm di pioggia che altrimenti non cadrebbe. La topografia dell'isola e la presenza di altre isole sono responsabili della quantità extra di acqua.

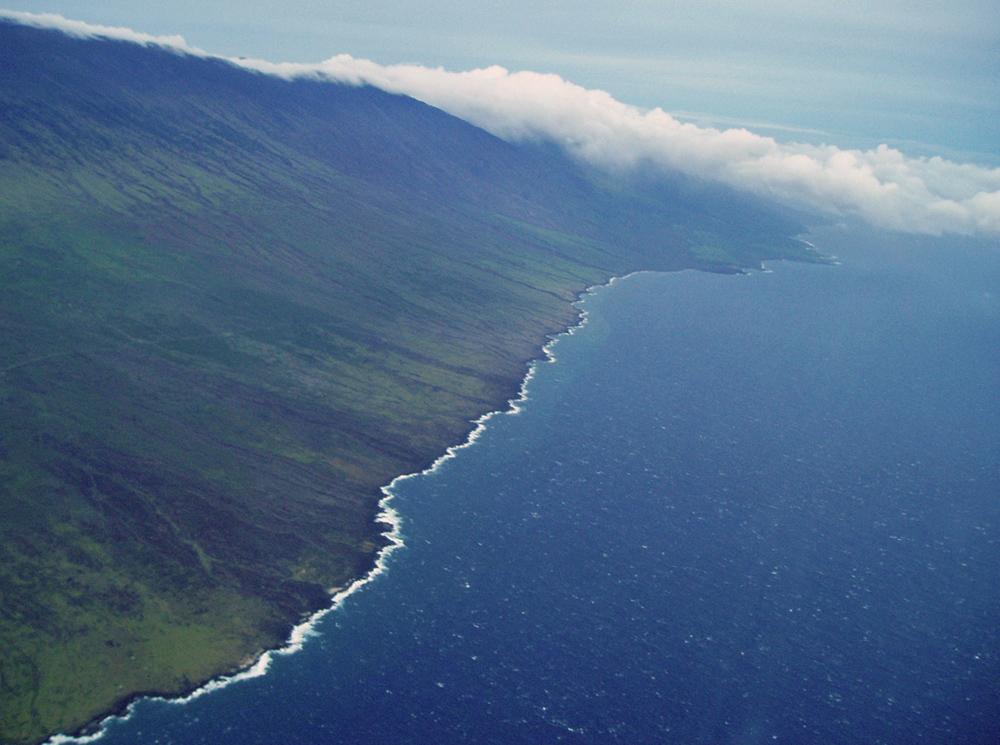
La costa di Kahikinui

A bassa quota, le precipitazioni avvengono più frequentemente durante la notte o nella mattinata, più raramente nel pomeriggio. La stagione in cui le variazioni nelle precipitazioni sono più pronunciate è l'estate, perché la maggior parte delle precipitazioni estive sono provocate dagli alisei ed avvengono durante la notte. Le precipitazioni invernali a bassa quota sono il risultato di piccole tempeste, che possono avvenire sia di giorno che di notte. La variabilità nelle precipitazioni è decisamente superiore durante l'inverno, quando le piccole tempeste contribuiscono alla creazione di fenomeni precipitatori.

Con una simile variabilità del clima è inevitabile che siccità occasionali possano causare perdite economiche. I veri anni di siccità sono quelli nei quali le piogge invernali sono estremamente scarse. La siccità colpisce soprattutto quelle aree che dipendono dalle piogge temporalesche e non vengono interessate dalle piogge provocate dagli alisei. L'inverno 2011-2012 è stato estremamente secco nelle aree sottovento delle isole di Moloka'i, Maui ed Hawaii.

### Flora e fauna
Maui è uno dei principali centri dedicati agli avvistamenti delle balene nelle Hawaii, essendo, in particolare il canale ʻAuʻau tra le isole della contea di Maui, la meta della migrazione delle megattere. Le balene in autunno percorrono circa 5.600 km partendo dalle acque dell'Alaska e passano i mesi invernali accoppiandosi e dando alla luce i propri piccoli nelle acque calde al largo di Maui; tornano indietro verso l'Alaska alla fine di aprile.

Le balene sono solitamente avvistate in gruppi: piccoli gruppi composti da molti adulti, oppure un padre con il piccolo ed un paio di pretendenti. Le megattere sono una specie protetta dalle leggi federali dello Stato delle Hawaii. Si stima che nell'Oceano Pacifico siano presenti circa 10.000 megattere. Nonostante le megattere di Maui siano esposte a grandi pericoli, a causa dell'inquinamento, della presenza di navi commerciali e dei test militari, il loro numero è aumentato considerevolmente negli ultimi anni, con una crescita stimata nel 7% annuo.
Tra la flora endemica di Maui, sono da segnalare la Euphorbia celastroides, una specie del genere Euphorbia, e lo Hibiscus kokio kokio, sottospecie dell'Hibiscus kokio, endemica delle Hawaii.

## Economia

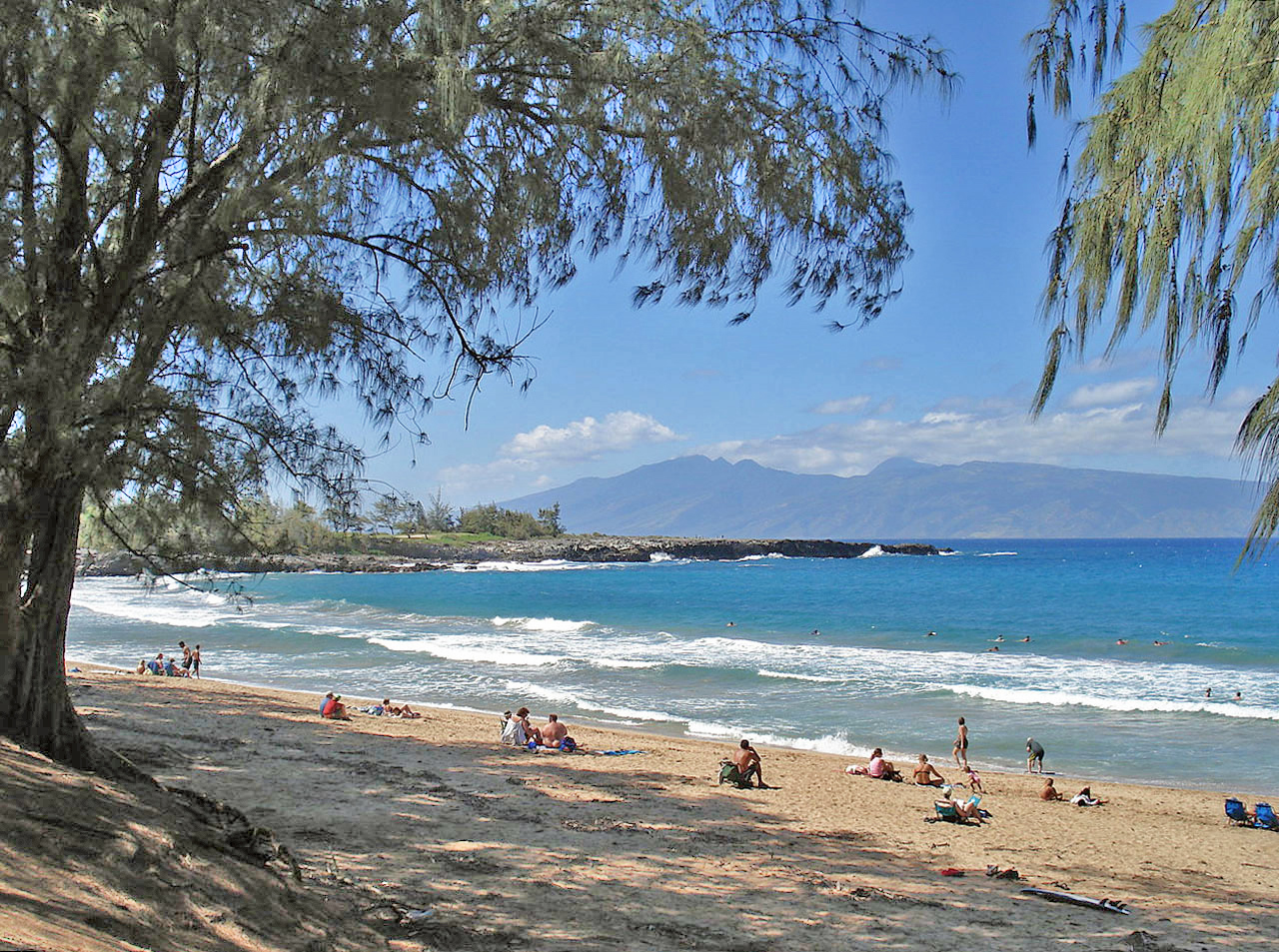
Fleming Beach

Le due maggiori aree economiche di Maui sono l'agricoltura e il turismo. Recentemente aziende governative di ricerca e tecnologiche hanno trovato che Maui ha un ambiente che favorisce la crescita in questi settori. Le aziende agricole specializzate in alta qualità stanno crescendo rapidamente.
Tra le principali esportazioni delle Hawaii troviamo il caffè, la noce macadamia, la papaya, i fiori tropicali, zucchero e ananas, che sono anche un esempio della sua agricoltura diversificata. La 'Maui Land & Pineapple Company e la Hawaiian Commercial and Sugar Company (la HC&S è controllata dalla Alexander and Baldwin Company) sono aziende dominanti nella produzione agricola dell'isola. HC&S coltiva canna da zucchero su una superficie di 150 km² della vallata centrale dell'isola, la più grande coltivazione di canna da zucchero rimasta nelle Hawaii.
Un aspetto controverso della produzione di canna da zucchero Maui è il metodo di raccolta effettuato con fuochi controllati nel canneto per nove mesi all'anno. Il fuoco riduce la quantità di canne nude poco prima della raccolta. I fuochi producono fumo che sovrasta la zona centrale di Maui di mattina cospargendo cenere (localmente denominata Neve di Maui) che si sposta velocemente nell'isola (spesso verso nord Kihei). Nel novembre del 2009 la Maui Land & Pineapple Company ha annunciato che avrebbe cessato le operazioni a partire dal 1º gennaio 2010.
Il Maui High Performance Computing Center (o MHPCC) a Kihei è un centro di ricerca dell'United States Air Force ed è gestito dall'Università delle Hawaii. Il computer fornisce oltre 10 milioni di ore annue di ricerca sulla scienza e sulle comunità militari.
Un altro promotore di alta tecnologia a Maui è il Maui Research and Technology Center, anch'esso situato a Kihei. L'MRTC fa parte di un programma della High Technology Development Corporation (HTDC), un ente statale delle Hawaii, il cui interesse è focalizzato sulla crescita del settore tecnologico sulle isole.
Maui è anche un importante centro di ricerca astronomica avanzata. Il Haleakala Observatory è stato il primo centro di ricerca e sviluppo avanzato situato presso il Maui Space Surveillance Site (MSSS).
Il tasso di disoccupazione che si attestava all'1,7% nel dicembre del 2006, è salito al 9% nel marzo del 2009.
Dal 2015 Maui viene scelta dall'azienda di chipset Qualcomm per presentare nuove versioni del suo processore Snapdragon.